# Serpocaulon richardii
Serpocaulon richardii är en stensöteväxtart som först beskrevs av Kl., och fick sitt nu gällande namn av Alan Reid Smith. Serpocaulon richardii ingår i släktet Serpocaulon och familjen Polypodiaceae. Inga underarter finns listade.